# 栉鼠科
栉鼠科（学名：Ctenomyidae）为啮齿目的一科。栉鼠科的模式属为栉鼠属，种类很多，分布于南美洲。 

## 下级分类
本科包括以下属：
- Ctemys
- 栉鼠属 Ctenomys Blainville, 1826
- Eucelophorus Ameghino, 1909